# Volker Kassun
Volker Kassun (* 21. Februar 1953 in Harburg) ist ein ehemaliger deutscher Radsportler und nationaler Meister im Radsport.

## Sportliche Laufbahn
Kassun bestritt seine Rennen für den Berliner Verein RC Charlottenburg, zu dem er in Vorbereitung auf die Olympischen Spiele 1980 gewechselt war. Im spanischen Trainingslager erreichte dann ihn und seine Teamkameraden die Nachricht, dass sich Deutschland dem Boykott der Spiele in Moskau angeschlossen hatte. Begonnen hatte er mit dem Radsport bei der RV Elbe Harburg. Seine erste Nominierung für die Nationalmannschaft des Bundes Deutscher Radfahrer (BDR) hatte er 1975, als er in das Team für die Internationale Friedensfahrt berufen wurde. Er beendete das Rennen auf Platz 62. Ein Jahr später gewann er seinen ersten nationalen Titel. Sein Team wurde Sieger des Meisterschaftsrennens im Mannschaftszeitfahren. In der Besetzung Kassun, Olaf Paltian, Rainer und Karsten Podlesch gelang 1978 erneut der Titelgewinn. Weitere herausragende Siege waren der Gewinn der Berliner Etappenfahrt 1978 und das Rennen Rund in Berlin 1979, das der Berliner Radsportverband als innerstädtische Alternative zum Rennen Rund um Berlin (das in der DDR stattfand) ausrichtete. 1979 nahm Kassun auch an der UCI-Straßen-Weltmeisterschaften teil und belegte im Einzelrennen Platz 28.